# پنجره (مجموعه تلویزیونی ۱۳۸۵)
پنجره یک مجموعه تلویزیونی محصول سال ۱۳۸۵ به کارگردانی سیدوحید حسینی می‌باشد که از شبکه یک پخش شد.این مجموعه به صورت اپیزودیک بود و هر اپیزود شامل ۶ یا ۷ قسمت بود.فراز، قلب، بعد از طلاق، همکلاسی، آسانسور، واقع بینی، مادر، خانواده، امید عنوان تعدادی از اپیزودهای این مجموعه بود.

## بازیگران
- مهرانه مهین ترابی
- شیوا خسرومهر
- شراره دولت‌ آبادی
- روشنک عجمیان
- رامین راستاد
- امیر محمد زند
- امیرحسین صدیق
- پرستو صالحی
- اصغر همت
- جمشید گرگین
- ثریا قاسمی
- محمد مختاری
- آناهیتا همتی
- شبنم معززی
- ترلان پروانه
- کمند امیرسلیمانی
- عمار تفتی
- امیر غفارمنش
- علیرضا کمالی‌نژاد
- مهوش وقاری
- مهتاج نجومی
- محمد برسوزیان
- فریده دریامج
- لیلا موسوی
- بیوک میرزایی
- ساناز سماواتی
- افسانه چهره‌ آزاد
- سیامک صفری
- اردلان شجاع کاره
- ستاره پسیانی
- سید علی صالحی
- امیر مهدی‌کیا
- فاطمه طاهری
- ابوالفضل شاه کرم
- وحید فارسی
- مهرداد فلاحتگر